# Electrometanogeneză
Electrometanogeneza este producerea electrochimică a metanului într-o celulă electrolitică microbiană din dioxid de carbon.